# Paeonia 'Yan Zi Xiang Yang'
Paeonia lactiflora 'Yan Zi Xiang Yang' (англ. Passionate Lover, кит. трад. 豔紫向陽, упр. 艳紫向阳, пиньинь yàn zǐ xiàng yáng) — созданный в Китае сорт пиона молочноцветкового (Paeonia lactiflora).

## Биологическое описание
Многолетнее травянистое растение.
Высота около 80—90 см.
Цветки ароматные, полумахровые, хразантемовидные, пурпурно-красные, 14×8 см. Пыльники жёлтые.

## В культуре
Среднего срока цветения.
Условия культивирования см: Пион молочноцветковый.